# Hank the Cat
Hank the Cat, né en août 2001 et mort le 13 février 2014, est un chat maine coon et un chat politique qui a été présenté comme candidat par plaisanterie lors des élections sénatoriales américaines de 2012 en Virginie, un exploit qui a reçu une couverture internationale après que Hank ait terminé troisième derrière les deux principaux candidats.

## Jeunesse
Selon une biographie satirique de Hank qui tourne en dérision les biographies typiques des candidats traditionnels au Sénat, Hank et ses frères et sœurs ont été retrouvés dans une rue et emmenés dans un refuge pour animaux, où ils étaient destinés à être euthanasiés. Cependant, ils auraient été donnés ensuite à Animal Allies, un groupe de protection des animaux, et Hank aurait été adopté par une famille de Springfield. La biographie indique ensuite que Hank a travaillé dur pour obtenir de bonnes notes à l'école, puis s'est lancé dans les affaires, créant plusieurs sociétés prospères.

## Candidature au Sénat
Dans sa biographie parodique, Hank est encouragé à se présenter en raison de son histoire personnelle, de ses expériences et de son éthique de travail, tandis que son site Web le décrivait comme « un candidat rafraîchissant, énergique, inspirant et authentique ». En réalité, ses propriétaires Matthew O'Leary et Anthony Roberts l'ont présenté car tous deux étaient exaspérés par les campagnes politiques habituelles. Au départ, Hank est présenté comme candidat par écrit au Sénat de l'État, mais n'obtient que 9 votes. Ses propriétaires ont alors affirmé sur un ton moqueur que les politiciens ordinaires réagissent à une telle défaite en se présentant au poste le plus élevé suivant, ce qui a conduit à leur décision de présenter Hank au Sénat des États-Unis.
Bien qu'il s'agisse d'une candidature humoristique, la campagne s'appuyait sur quelques points sérieux : se moquer des candidats conventionnels et sensibiliser et collecter des fonds pour les groupes de protection des animaux. Certains de ces groupes ont fait don de 16 000 $ pour la campagne. Les politiques de Hank ont été décrites comme « des programmes de sauvetage d'animaux, de stérilisation et de réforme positive des campagnes ». Au-delà des États-Unis, O'Leary et Roberts ont obtenu l'aide de Svetlana Petrova, une artiste basée à Saint-Pétersbourg, qui a conçu des billets de deux dollars à l'effigie de Hank. Le jour de l'élection, les partisans de Hank se sont rassemblés devant les bureaux de vote pour tenter de gagner des partisans de dernière minute ; un effort qui, selon O'Leary et Roberts, a suscité une réaction déconcertante mais positive de la part des électeurs, bien qu'il ait déclaré qu'ils aient reçu un accueil glacial de la part des bénévoles républicains. Hank lui-même a dormi toute la journée.
Lors de l'élection, 7 319 votes ont été recueillis pour les candidats par écrit et les propriétaires de Hank ont déclaré que tous ces votes étaient en faveur de Hank, le plaçant ainsi en troisième position. Cela a suscité une couverture médiatique non seulement en Virginie, mais aussi à l’échelle nationale et internationale. À la fin de la campagne, O'Leary et Roberts ont récolté 60 000 $, qu'ils avaient l'intention de reverser à des associations caritatives pour la protection des animaux, dont une en Russie choisie par Petrova en remerciement de son aide,. Roberts a salué cet effort, en déclarant : « Des vies vont littéralement être sauvées grâce à cela. De notre point de vue personnel, nous avons pu partager notre chat avec le monde entier, et c'est vraiment génial. » 
La campagne de Hank a fait l'objet d'une attaque publicitaire parodique lancée sur YouTube le 3 mars 2012.

## Mort
Hank est mort en 2014 d' un lymphome de l'estomac.